# ホリデイ・アット・レイク・ボドム〜ベスト・オブ・チルドレン・オブ・ボドム
『ホリデイ・アット・レイク・ボドム〜ベスト・オブ・チルドレン・オブ・ボドム』（原題：Holiday at Lake Bodom: 15 Years of Wasted Youth）は、フィンランドのメロディックデスメタル・バンド、チルドレン・オブ・ボドムが2012年に発表したベスト・アルバム。過去7作のスタジオ・アルバムから選ばれた18曲に、未発表の「アイム・シッピング・アップ・トゥ・ボストン」（ドロップキック・マーフィーズのカヴァー）と「ジェシーズ・ガール」（リック・スプリングフィールドのカヴァー）を加えた内容。「ジェシーズ・ガール」にはパシ・ランタネン（元サンダーストーン）がボーカルで参加している。
ライナーノーツには、メンバーが執筆した詳細な解説が掲載されている。デラックス・エディション盤に付属したDVDには、ドキュメンタリー映像に加えて未発表だった「ショヴェル・ノックアウト」のミュージック・ビデオも収録された。また、日本独自企画のスーパー・デラックス・エディション(UICN-9003)には、DVDに加えてギター・フィギュアも付属している。

## 収録曲
特記なき楽曲はアレキシ・ライホ作。
1. ヘイト・クルー・デスロール - Hate Crew Deathroll - 3:33
  - アルバム『ヘイト・クルー・デスロール』（2003年）より。
2. ショヴェル・ノックアウト - Shovel Knockout - 4:02
  - アルバム『リレントレス・レックレス・フォーエヴァー』（2011年）より。
3. ヘイト・ミー - Hate Me! - 4:44
  - アルバム『フォロー・ザ・リーパー』（2000年）より。
4. エヴリタイム・アイ・ダイ - Everytime I Die - 4:01
  - アルバム『フォロー・ザ・リーパー』（2000年）より。
5. ニードルド 24/7 - Needled 24/7 - 4:05
  - アルバム『ヘイト・クルー・デスロール』（2003年）より。
6. アイム・シッピング・アップ・トゥ・ボストン - I'm Shipping Up to Boston - 2:50
  - 作詞：ウディ・ガスリー／作曲：ドロップキック・マーフィーズ
  - 本作に初収録。
7. シックスパウンダー - Sixpounder - 3:23
  - アルバム『ヘイト・クルー・デスロール』（2003年）より。
8. ウォーハート - Warheart - 4:01
  - アルバム『ヘイトブリーダー』（1999年）より。
9. ラウンドトリップ・トゥ・ヘル・アンド・バック - Roundtrip to Hell and Back - 3:46
  - アルバム『リレントレス・レックレス・フォーエヴァー』（2011年）より。
10. トラッシュド、ロスト&ストラングアウト - Trashed, Lost & Strungout - 4:01
  - アルバム『アー・ユー・デッド・イェット?』（2005年）より。
11. リヴィング・デッド・ビート - Living Dead Beat - 4:56
  - アルバム『アー・ユー・デッド・イェット?』（2005年）より。
12. デッドナイト・ウォーリアー - Deadnight Warrior - 3:21
  - アルバム『サムシング・ワイルド』（1997年）より。
13. ブラッドドランク - Blooddrunk - 4:05
  - アルバム『ブラッドドランク』（2008年）より。
14. フォロー・ザ・リーパー - Follow the Reaper - 3:38
  - アルバム『フォロー・ザ・リーパー』（2000年）より。
15. アー・ユー・デッド・イェット? - Are You Dead Yet? - 3:54
  - アルバム『アー・ユー・デッド・イェット?』（2005年）より。
16. サイレント・ナイト、ボドム・ナイト - Silent Night, Bodom Night - 3:11
  - 作詞：キンバリー・ゴス／作曲：アレキシ・ライホ
  - アルバム『ヘイトブリーダー』（1999年）より。
17. ジェシーズ・ガール - Jessie's Girl - 2:58
  - 作詞・作曲：リック・スプリングフィールド
  - 本作に初収録。
18. イン・ユア・フェイス - In Your Face - 4:15
  - アルバム『アー・ユー・デッド・イェット?』（2005年）より。
19. エンジェルス・ドント・キル - Angels Don't Kill - 5:12
  - アルバム『ヘイト・クルー・デスロール』（2003年）より。
20. ダウンフォール - Downfall - 4:33
  - アルバム『ヘイトブリーダー』（1999年）より。

### デラックス・エディション盤DVD
1. "15イヤーズ・オブ・ウェイステッド・ユース"ドキュメンタリー - "15 Years of Wasted Youth" Documentary - 20:32
2. "ショヴェル・ノックアウト"ミュージック・ビデオ - "Shovel Knockout" Music video - 4:12

## 参加ミュージシャン
- アレキシ・ライホ - ボーカル、リードギター
- アレクザンダー・クオファラ - リズムギター(on #1, #3, #4, #5, #7, #8, #12, #14, #16, #19, #20)
- ローペ・ラトヴァラ - リズムギター(on #2, #6, #9, #10, #11, #13, #15, #17, #18)
- ヤンネ・ウィルマン - キーボード
- ヘンカ・ブラックスミス - ベース
- ヤスカ・ラーチカイネン - ドラムス

ゲスト・ミュージシャン
- パシ・ランタネン - ボーカル(on #17)